# Kurki (województwo wielkopolskie)
Kurki – osada w Polsce, w województwie wielkopolskim, w powiecie wągrowieckim, w gminie Wągrowiec. 
Do 2023 miejscowość była częścią wsi Przysieka.
W latach 1975–1998 Kurki administracyjnie należały do województwa pilskiego.